# Línea 25 (AUVASA)
La línea 25 de AUVASA nació el 30 de junio de 2012 para fusionar las líneas 5, 11 y 12 uniendo el pueblo de Simancas con el centro de Valladolid y los barrios de las afueras de Fuente Berrocal y el Cementerio de las Contiendas, al límite con el municipio de Zaratán. El 2 de enero de 2018 desapareció al asumir su recorrido, todos los días de la semana, las líneas 3, 4 y 5.
La línea seguía alternativamente los recorridos distintos entre C. Contiendas-Entrepinos, y entre Fuente Berrocal-Simancas, que se solapaban en la mayor parte del trayecto.

## Frecuencias
| DÍA             | LUGAR DE SALIDA | PRIMER SERVICIO | ÚLTIMO SERVICIO | FRECUENCIA   |
| --------------- | --------------- | --------------- | --------------- | ------------ |
| Lunes a viernes | -               | -               | -               | SIN SERVICIO |
| Sábados         | Cem. Contiendas | 7:15            | 22.15           | 60           |
| Sábados         | Fuente Berrocal | 7:40            | 21:40           | 60           |
| Sábados         | Entrepinos      | 7:25 y 8:10     | 22:10           | 60           |
| Sábados         | Simancas        | 7:30 y 7:45     | 22:15           | 30           |
| Festivos        | Cem. Contiendas | 8:30            | 22.30           | 120          |
| Festivos        | Fuente Berrocal | 7:25            | 21:25           | 120          |
| Festivos        | Entrepinos      | 7:30            | 21:30 y 22:15*  | 60           |
| Festivos        | Simancas        | 7:35            | 21:35 y 22:20*  | 60           |

NOTAS:

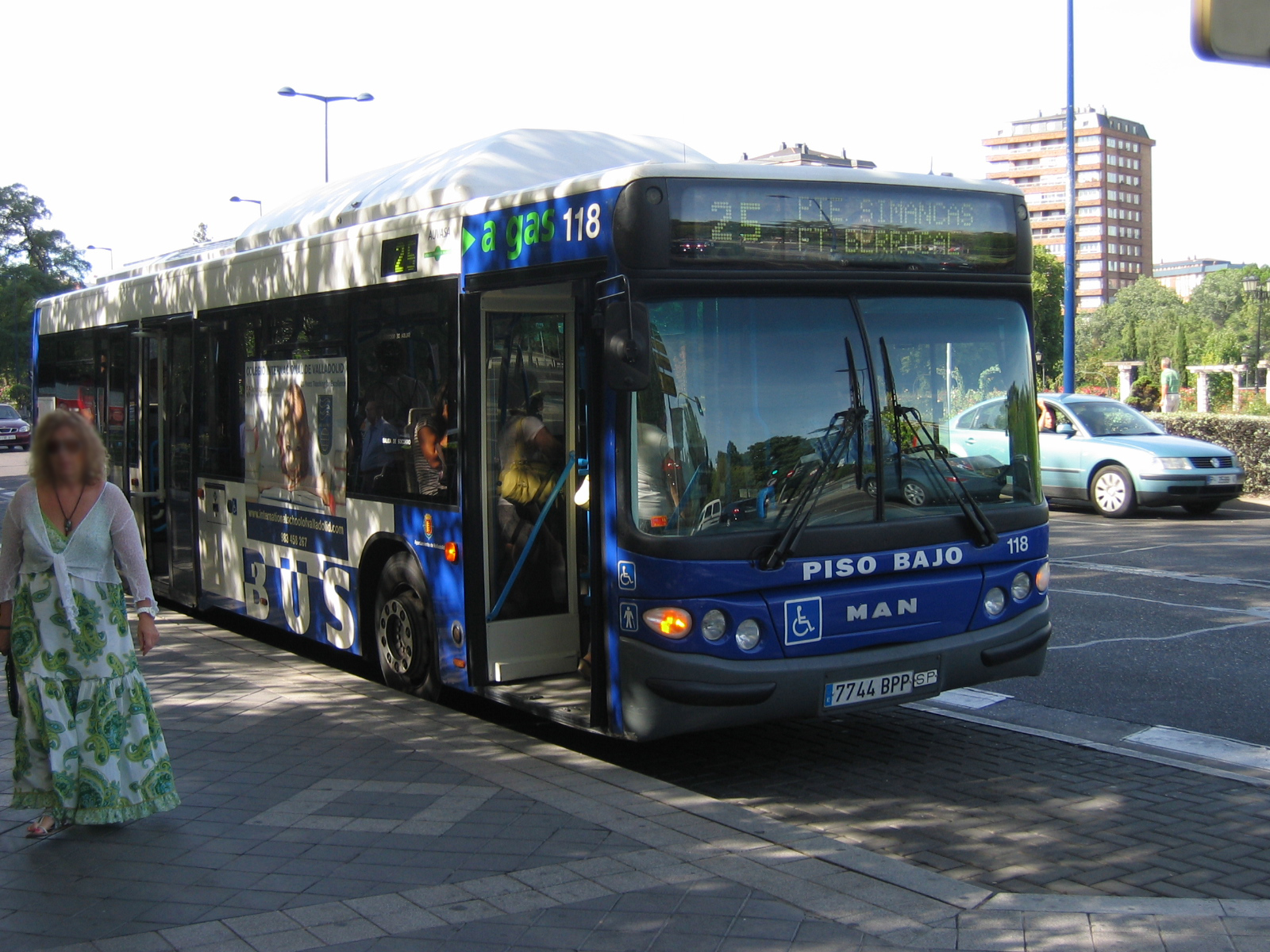
Bus 118 realizando la línea 25

- (*) El servicio de las 22:15 de Entrepinos finaliza en Pº Zorrilla fte. 10.

- Mes de agosto servicio en laborables con horario de sábados.

## Paradas
Nota: Al pinchar sobre los enlaces de las distintas paradas se muestra cuanto tiempo queda para que pase el autobús por esa parada.
- Línea 25 servicio Fuente Berrocal - Pte. Simancas (Prolongación a Entrepinos los festivos)

| Desde Fuente Berrocal a Simancas/Entrepinos              | Correspondencia con líneas: |
| -------------------------------------------------------- | --------------------------- |
| C/ Flauta Mágica esq. Electra                            | -                           |
| C/ Barbero de Sevilla esq. Pza. de la Opera              | -                           |
| C/ Fuente Berrocal fte. Gasolinera                       | -                           |
| Ctra. Fuensaldaña raqueta Fuente el Sol                  | -                           |
| Avda. Gijón 3 fte. Canal                                 | 6 10 C2                     |
| Pza. San Bartolomé                                       | 6 C2                        |
| Avda. Ramón Pradera 15-17                                | 18                          |
| Avda. Ramón Pradera fte. Hotel NH                        | 6 18                        |
| Avda. Ramón Pradera Feria de Muestras                    | 6 18                        |
| Avda. José Luis Arrese 5 esq. Avda. Salamanca            | 3 10                        |
| Avda. José Luis Arrese Plaza del Milenio                 | -                           |
| Pº Zorrilla 10                                           | -                           |
| Pº Zorrilla 52 esq. Pº Hospital Militar                  | 1 7 15                      |
| Pº Zorrilla 88 fte. Pza. de Toros                        | 1 2 7 9 15 16               |
| Pº Zorrilla 130 El Corte Inglés                          | 1 2 7 10 15 16 23 C1        |
| Pº Zorrilla 166 fte. antiguo Matadero (LAVA)             | 1 2 15 16 23 C1 H           |
| Cº Simancas Bº. La Rubia                                 | -                           |
| Cº Simancas 34 Bº. San Adrián                            | -                           |
| Cº Simancas 44 fte. Vallsur                              | -                           |
| Cº Simancas fte. Bº. Las Villas                          | -                           |
| Cº Simancas fte. Vega de Valdetronco                     | -                           |
| Cº Simancas fte. 167 esq. Barcelona                      | -                           |
| Cº Simancas Urb. Santa Ana                               | -                           |
| Cº Simancas fte. El Barrio                               | -                           |
| Cº Simancas fte. Fábrica Mirapinos                       | -                           |
| Cº Simancas El Pino                                      | -                           |
| Cº Simancas INEA                                         | -                           |
| Cº Simancas fte. Pago La Bomba                           | -                           |
| Cº Simancas Urb. El Pichón                               | -                           |
| Cº Simancas fte. Encinas                                 | -                           |
| Cº Simancas fte. Las Lagunillas                          | -                           |
| Cº Simancas fte. Urb. Las Aceñas                         | -                           |
| Cº Simancas Puente                                       | -                           |
| *Ctra. Pesqueruela esq. Ctra. Bohío sent. Entrepinos     | -                           |
| *Avda. Entrepinos esq. Tirso de Molina sent. Entrepinos  | -                           |
| *Avda. Miguel de Cervantes en Aparcamiento               | -                           |
| Desde Entrepinos/Simancas a Fuente Berrocal              |                             |
| *Avda. Miguel de Cervantes en Aparcamiento               | -                           |
| *Avda. Entrepinos 52 esq. Tirso de Molina sent. Zorrilla | -                           |
| *Ctra. Pesqueruela esq. Ctra. Bohío sent. Centro         | -                           |
| Cº Simancas Puente                                       | -                           |
| Cº Simancas Urb. Las Aceñas                              | -                           |
| Cº Simancas Las Lagunillas                               | -                           |
| Cº Simancas esq. Encinas                                 | -                           |
| Cº Simancas fte. Urb. El Pichón                          | -                           |
| Cº Simancas Pago La Bomba                                | -                           |
| Cº Simancas fte. INEA                                    | -                           |
| Cº Simancas fte. El Pino                                 | -                           |
| Cº Simancas Fábrica Mirapinos                            | -                           |
| Cº Simancas El Barrio                                    | -                           |
| Cº Simancas fte. Urb. Santa Ana                          | -                           |
| Cº Simancas 167 esq. José Velicia                        | -                           |
| Cº Simancas esq. Vega de Valdetronco                     | -                           |
| Cº Simancas Bº. Las Villas                               | -                           |
| Cº Simancas 45 Vallsur                                   | -                           |
| Cº Simancas fte. Bº. San Adrián                          | -                           |
| Cº Simancas 15 esq. Vereda                               | -                           |
| Ctra. Rueda 19 esq. Mota                                 | 2 23                        |
| Pº Zorrilla 89 esq. Goya                                 | 7 10                        |
| Pº Zorrilla 65 fte. El Corte Inglés                      | 1 2 7 10 15 16 23 C2 U1     |
| Pº Zorrilla 39 esq. Puente Colgante                      | 1 7 15                      |
| Pº Zorrilla 1 antiguo Hosp. Militar                      | 1 7 15                      |
| Pº Zorrilla fte. 10 Campo Grande                         | 1                           |
| Pº Isabel La Católica 1 esq. 20 de Febrero               | 1                           |
| Pº Isabel La Católica junto Pza. Poniente                | -                           |
| Pº Isabel La Católica 27 esq. Conde Benavente            | -                           |
| Avda. Gijón 6 Pza. San Bartolomé                         | -                           |
| Avda. Gijón 26 Canal                                     | 6 10 C1                     |
| Ctra. Fuensaldaña fte. Fuente el Sol                     | -                           |
| C/ Fuente Berrocal Gasolinera                            | -                           |
| C/ Fuente Berrocal esq. Barbero de Sevilla               | -                           |
| C/ Príncipe Igor esq. Flauta Mágica                      | -                           |
| C/ Flauta Mágica esq. Electra                            | -                           |

Las paradas marcadas con * pertenecen a la prolongación a Entrepinos que en este recorrido (desde Fuente Berrocal) solo tienen servicio los festivos.
- Línea 25 servicio Cementerio de las Contiendas - Simancas - Entrepinos

| Desde Contiendas a Simancas-Entrepinos                  | Correspondencia con líneas: |
| ------------------------------------------------------- | --------------------------- |
| Avda. Gijón 71 Cem. Las Contiendas                      | -                           |
| Avda. Gijón 29 esq. Chopos                              | -                           |
| Avda. Gijón esq. Enseñanza                              | 10 C2                       |
| Avda. Gijón Cristo Rey                                  | 10 C2                       |
| Avda. Gijón 3 fte. Canal                                | 6 10 C2                     |
| Pza. San Bartolomé                                      | 6 C2                        |
| Avda. Ramón Pradera 15-17                               | 18                          |
| Avda. Ramón Pradera fte. Hotel NH                       | 6 18                        |
| Avda. Ramón Pradera Feria de Muestras                   | 6 18                        |
| Avda. José Luis Arrese 5 esq. Avda. Salamanca           | 3 10                        |
| Avda. José Luis Arrese Plaza del Milenio                | -                           |
| Pº Zorrilla 10                                          | -                           |
| Pº Zorrilla 52 esq. Pº Hospital Militar                 | 1 7 15                      |
| Pº Zorrilla 88 fte. Pza. de Toros                       | 1 2 7 9 15 16               |
| Pº Zorrilla 130 El Corte Inglés                         | 1 2 7 10 15 16 23 C1        |
| Pº Zorrilla 166 fte. antiguo Matadero (LAVA)            | 1 2 15 16 23 C1 H           |
| Cº Simancas Bº. La Rubia                                | -                           |
| Cº Simancas 34 Bº. San Adrián                           | -                           |
| Cº Simancas 44 fte. Vallsur                             | -                           |
| Cº Simancas fte. Bº. Las Villas                         | -                           |
| Cº Simancas fte. Vega de Valdetronco                    | -                           |
| Cº Simancas fte. 167 esq. Barcelona                     | -                           |
| Cº Simancas Urb. Santa Ana                              | -                           |
| Cº Simancas fte. El Barrio                              | -                           |
| Cº Simancas fte. Fábrica Mirapinos                      | -                           |
| Cº Simancas El Pino                                     | -                           |
| Cº Simancas INEA                                        | -                           |
| Cº Simancas fte. Pago La Bomba                          | -                           |
| Cº Simancas Urb. El Pichón                              | -                           |
| Cº Simancas fte. Encinas                                | -                           |
| Cº Simancas fte. Las Lagunillas                         | -                           |
| Cº Simancas fte. Urb. Las Aceñas                        | -                           |
| Cº Simancas Puente                                      | -                           |
| Ctra. Pesqueruela esq. Ctra. Bohío sent. Entrepinos     | -                           |
| Avda. Entrepinos esq. Tirso de Molina sent. Entrepinos  | -                           |
| Avda. Miguel de Cervantes en Aparcamiento               | -                           |
| Desde Entrepinos-Simancas a Contiendas                  |                             |
| Avda. Miguel de Cervantes en Aparcamiento               | -                           |
| Avda. Entrepinos 52 esq. Tirso de Molina sent. Zorrilla | -                           |
| Ctra. Pesqueruela esq. Ctra. Bohío sent. Centro         | -                           |
| Cº Simancas fte. Puente                                 | -                           |
| Cº Simancas Urb. Las Aceñas                             | -                           |
| Cº Simancas Las Lagunillas                              | -                           |
| Cº Simancas esq. Encinas                                | -                           |
| Cº Simancas fte. Urb. El Pichón                         | -                           |
| Cº Simancas Pago La Bomba                               | -                           |
| Cº Simancas fte. INEA                                   | -                           |
| Cº Simancas fte. El Pino                                | -                           |
| Cº Simancas Fábrica Mirapinos                           | -                           |
| Cº Simancas El Barrio                                   | -                           |
| Cº Simancas fte. Urb. Santa Ana                         | -                           |
| Cº Simancas 167 esq. José Velicia                       | -                           |
| Cº Simancas esq. Vega de Valdetronco                    | -                           |
| Cº Simancas Bº. Las Villas                              | -                           |
| Cº Simancas 45 Vallsur                                  | -                           |
| Cº Simancas fte. Bº. San Adrián                         | -                           |
| Cº Simancas 15 esq. Vereda                              | -                           |
| Ctra. Rueda 19 esq. Mota                                | 2 23                        |
| Pº Zorrilla 89 esq. Goya                                | 7 10                        |
| Pº Zorrilla 65 fte. El Corte Inglés                     | 1 2 7 10 15 16 23 C2 U1     |
| Pº Zorrilla 39 esq. Puente Colgante                     | 1 7 15                      |
| Pº Zorrilla 1 antiguo Hosp. Militar                     | 1 7 15                      |
| Pº Zorrilla fte. 10 Campo Grande                        | 1                           |
| Pº Isabel La Católica 1 esq. 20 de Febrero              | 1                           |
| Pº Isabel La Católica junto Pza. Poniente               | -                           |
| Pº Isabel La Católica 27 esq. Conde Benavente           | -                           |
| Avda. Gijón 6 Pza. San Bartolomé                        | -                           |
| Avda. Gijón 26 Canal                                    | 6 10 C1                     |
| Avda. Gijón fte. Cristo Rey                             | 10 C1                       |
| Avda. Gijón 42 fte. Enseñanza                           | -                           |
| Avda. Gijón 82 fte. Chopos                              | -                           |
| Avda. Gijón 71 Cem. Las Contiendas                      | -                           |